# Przecław Stefan Szembek
Przecław Stefan Szembek ze Słupowa herbu własnego (ur. ok. 1652 – zm. 4 marca 1702 w Piotrkowie Trybunalskim) – kasztelan wojnicki w latach 1695–1702, starosta biecki w latach 1681–1695.
Syn Franciszka Szembeka i Zofii Pieniążek (zm. 1671). 
Poseł na sejm 1688/1689 roku i sejm 1692/1693 roku z województwa krakowskiego. 
Po zerwanym sejmie konwokacyjnym 1696 roku przystąpił 28 września 1696 roku do konfederacji generalnej. W 1697 roku był elektorem Augusta II Mocnego z województwa krakowskiego, podpisał jego pacta conventa.
Pochowany w rodzinnej krypcie klasztoru reformatów w Krakowie.